# Polnische Badmintonmeisterschaft 1964
Die Polnische Badmintonmeisterschaft 1964 fand vom 19. bis zum 20. Dezember in Łódź statt. Es war die erste Austragung der Titelkämpfe. 

## Medaillengewinner
| Disziplin    | Gold                                                    | Silber                                                | Bronze                                                                                                |
| ------------ | ------------------------------------------------------- | ----------------------------------------------------- | --- |
| Herreneinzel | Feliks Glapka (Poznań)                                  | Zbigniew Kościelniak (Łódź)                           | Bolesław Suterski (Poznań) Jerzy Chojnacki (Łódź)                                                     |
| Dameneinzel  | Teresa Masłowska (Warschau)                             | Stanisława Suterska (Poznań)                          | Urszula Wiśniak (Łódź) Krystyna Dudzińska (Warschau)                                                  |
| Herrendoppel | Feliks Glapka (Poznań) Marian Grys (Poznań)             | Zbigniew Kościelniak (Łódź) Jan Mendel (Łódź)         | Grzegorz Bekrycht (Łódź) Wiesław Wieczorek (Łódź) Aleksander Koczur (Krakau) Jerzy Zieliński (Krakau) |
| Damendoppel  | nicht ausgetragen                                       | nicht ausgetragen                                     | nicht ausgetragen                                                                                     |
| Mixed        | Bolesław Suterski (Poznań) Stanisława Suterska (Poznań) | Aleksander Koczur (Krakau) Łucja Porządnicka (Krakau) | Rudolf Ogrodzki (Warschau) Teresa Masłowska (Warschau) Jerzy Chojnacki (Łódź) Urszula Wiśniak (Łódź)  |